# Ovalzylinder

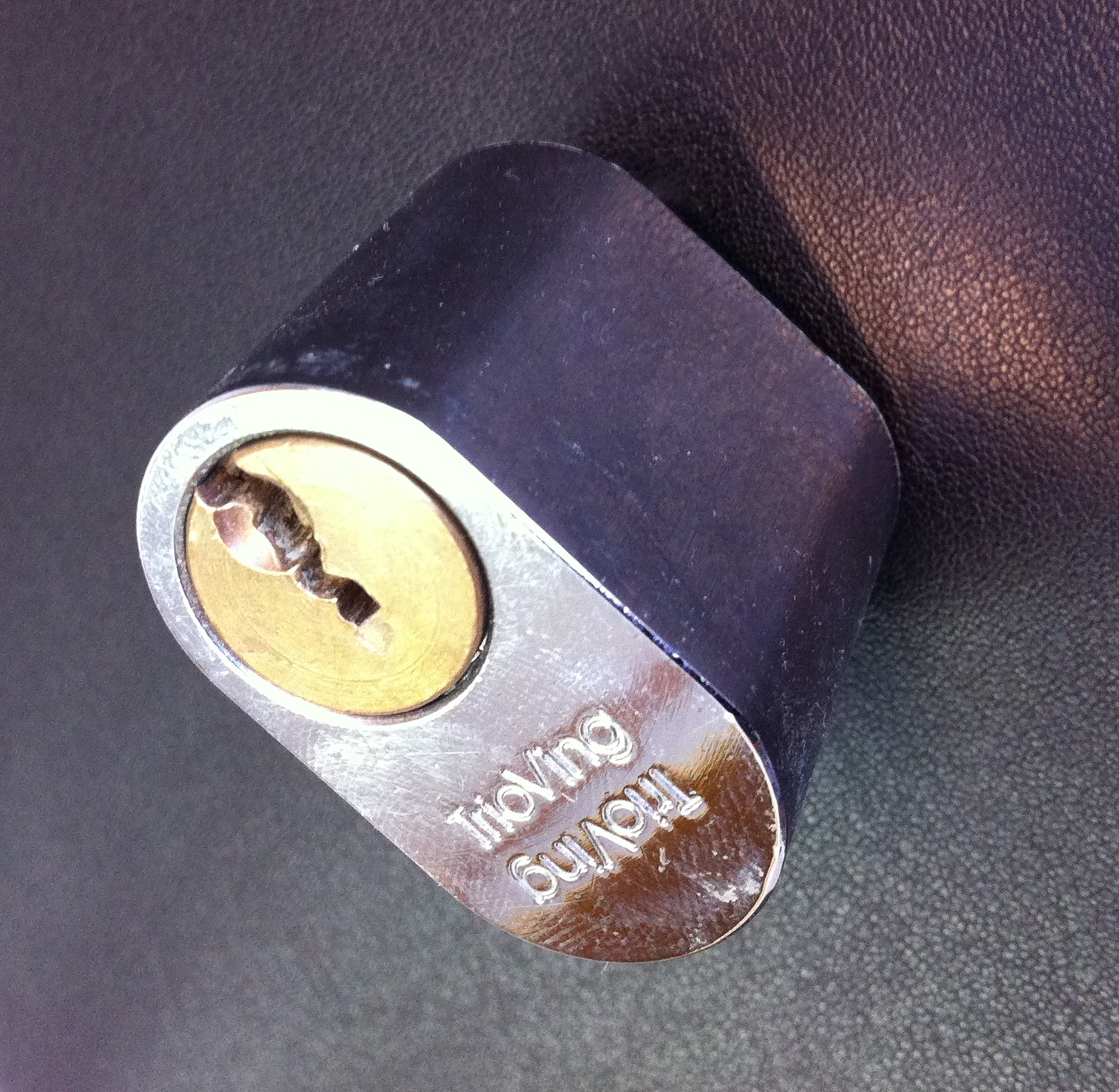
Ovalzylinder

Der Ovalzylinder, hier als Bauform für Schließzylinder, ist vergleichbar mit einem Profilzylinder, nur hat er eine ovale Form.
In England sind Ovalzylinder üblich, die weitgehend mit Profilzylindern baugleich sind, d. h. die Sperrnase mittig haben und mit einer M5-Schraube befestigt werden.
Der skandinavische Ovalzylinder besitzt dagegen eine andere Bauform, er wird von hinten durch das Schloss geschraubt und überträgt die Schlüsselbewegung über ein Mitnehmerplättchen.
Von dem Unternehmen BKS waren weitere Ovalzylinder auf dem Markt, die im Aufbau Rundzylindern ähnelten.
Weitere kleinere Ovalzylinder sind bei Büromöbeln oder Vitrinenschlössern üblich.